# Hydroxisyra

Karboxylgrupp

Hydroxisyror är en ämnesklass inom organisk kemi, och innefattar syror som innehåller både en karboxylgrupp (kol dubbelbundet till ett syre och enkelbundet till ett annat, som i sin tur är bundet till en väteatom) och en hydroxigrupp (syre bundet till väte: R-O-H, där R är en godtycklig kolkedja). Hydroxisyror har alltså både karboxylsyre- och alkoholegenskaper.

## Indelning
Hydroxisyror kan indelas på flera olika sätt, både enligt hur många hydroxigrupper de har och hur de är placerade i förhållande till karboxylgruppen eller -grupperna.

### Efter antalet hydroxigrupper

Mjölksyra

Äppelsyra

Monohydroxisyror är hydroxisyror som bara innehåller en hydroxigrupp, med undantag för de hydroxigrupper som ingår i karboxylgrupper. Både till exempel mjölksyra och äppelsyra är alltså monohydroxisyror, trots att de vid första anblicken skulle kunna tyckas vara di- respektive trihydroxisyror.
Hydroxisyror med fler OH-grupper kallas dihydroxisyror, trihydroxisyror och så vidare.

### Efter hydroxigruppens placering

Salicylsyra

Hydroxisyror där en hydroxigrupp sitter på kolatomen bredvid karboxylgruppen kallas α-hydroxisyror. Mjölksyra är en α-hydroxisyra. Om det finns två kolatomer mellan karboxylgruppen och hydroxigruppen kallas de β-hydroxisyror, och så vidare. Salicylsyra är en β-hydroxisyra.